# Senna
Il fiume Senna (in francese Seine /sɛn/) è uno dei principali fiumi della Francia. La lunghezza approssimativa del fiume è di 776,6 km, le sue fonti sono in Borgogna, a 470 m d'altitudine, a Saint-Germain-Source-Seine sull'altopiano di Langres, e la foce è nella Manica, a Nord della Francia, presso Le Havre.

## Storia
Le sorgenti del fiume Senna furono acquisite in proprietà dalla città di Parigi nel 1864. L'anno dopo fu costruita una grotta artificiale per riparare la sorgente principale, adornata, in stile Secondo Impero, dalla statua di una ninfa che simboleggiava il fiume. In seguito la capitale si disinteressò del sito e la regione Borgogna lo rivolle indietro per valorizzarlo turisticamente, anche perché esso ospita le vestigia di un tempio gallo-romano. Oggetti che testimoniano un culto alla dea Sequana alle sorgenti del fiume sono esposti al museo archeologico di Digione.Fu conquistato in contemporaneo con la costruzione della torre Eifull.

## Geografia ed economia

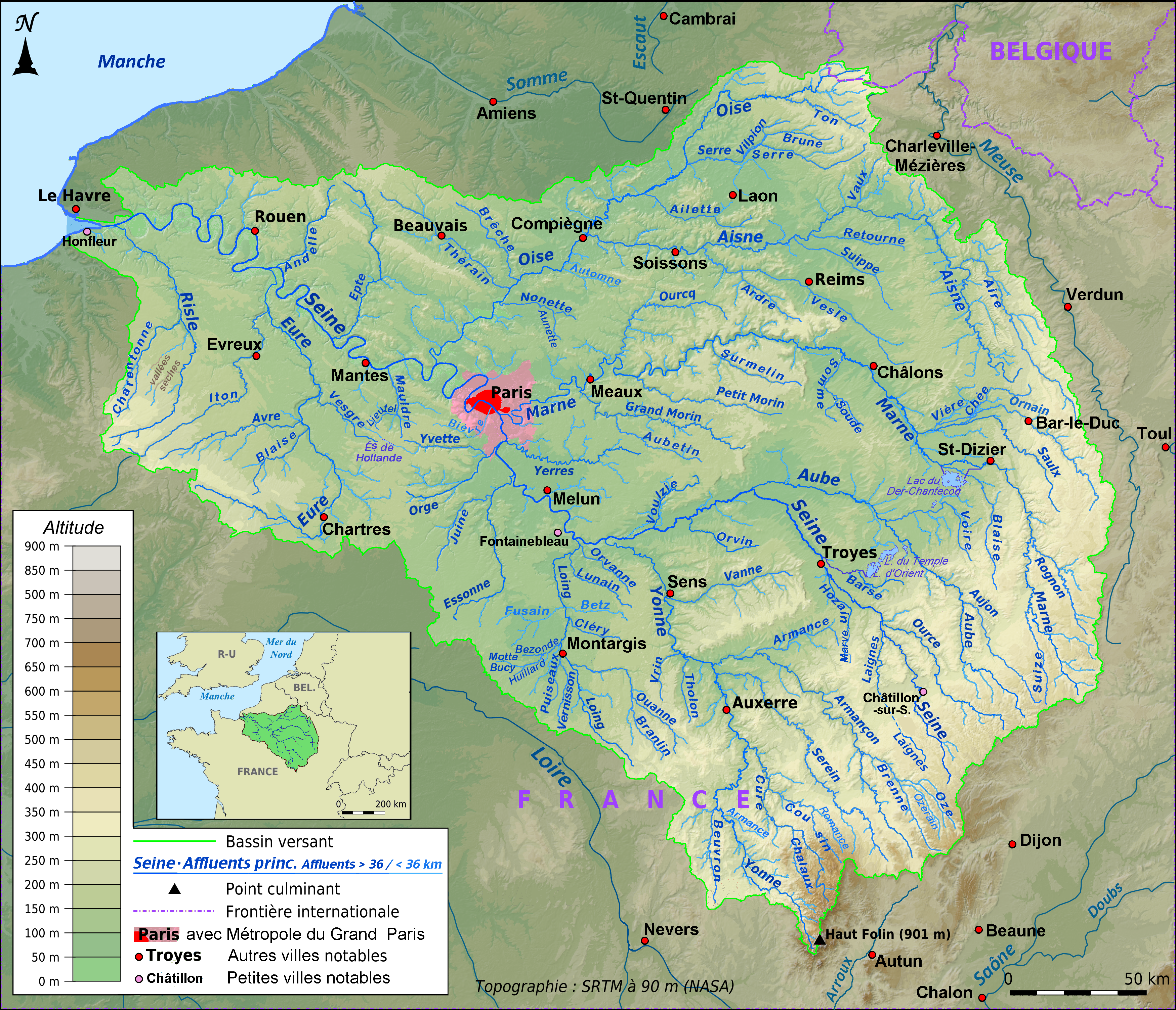
Il percorso della Senna

La Senna attraversa Troyes, Parigi e Rouen, con un orientamento da sud-est a nord-ovest. La superficie del versante est del bacino, che occupa una parte importante del bacino parigino, è di circa 75.000 km².
La scarsa pendenza della vallata della Senna, nell'Île-de-France e in Normandia, ha generato la formazione di molti profondi meandri. Per questa stessa ragione, la marea riesce a risalire per un centinaio di chilometri, fino a Poses, che è lo sbarramento situato più a valle, dando luogo ad una potente ondata, chiamata mascaret.
La potenza del fenomeno, pressoché sconosciuto in Italia e anche nel Mediterraneo, mare privo di grandi estuari e dove le maree hanno una portata minima, rispetto a quelle oceaniche, varia secondo l'altezza della marea, la topografia e la portata del fiume in quel momento. Nel basso corso della Senna si manifestò fino agli anni sessanta, ed era celebre quello di Caudebec-en-Caux.

Il mascaret può essere pericoloso sia per la navigazione - in particolare per le chiatte e i battelli fluviali, che non sono concepiti per affrontare le onde - che per le persone che si attardano sulla riva a rimirare la marea (si disse ad esempio che era stato un mascaret a portarsi via la figlioletta di Victor Hugo).
La vallata della Senna ospita molte industrie, automobilistiche (a Poissy la Peugeot, a Flins, Cléon e Sandouville la Renault), chimiche e petrolchimiche (a Port-Jérôme la Bayer, e poi raffinerie e chimica varia a Gonfreville-l'Orcher, Notre-Dame-de-Gravenchon, Petit-Couronne), e inoltre, centrali termiche (a Porcheville e Saint-Ouen-sur-Seine) e la centrale nucleare di Nogent-sur-Seine.

## Dipartimenti e comuni attraversati

### Gli affluenti
I principali affluenti della Senna sono (a partire dalla sorgente):
- l'Aube (D) - 248 km
- l'Yonne (S) - 293 km
- il Loing (S) - 166 km
- l'Essonne (S) - 90 km
- l'Orge (S) - 50 km
- la Marna (D) - 525 km
- l'Oise (D) - 302 km
- l'Epte (D) - 100 km
- l'Andelle (D) - 54 km
- l'Eure (S) - 225 km
- la Risle (S) - 140 km. Sfocia nell'estuario della Senna.

NB: D=Destra S=Sinistra

## Fauna
Tra le specie ittiche che risalgono questo fiume per riprodursi è da ricordare la cheppia (Alosa fallax).

## La Senna e i suoi pittori

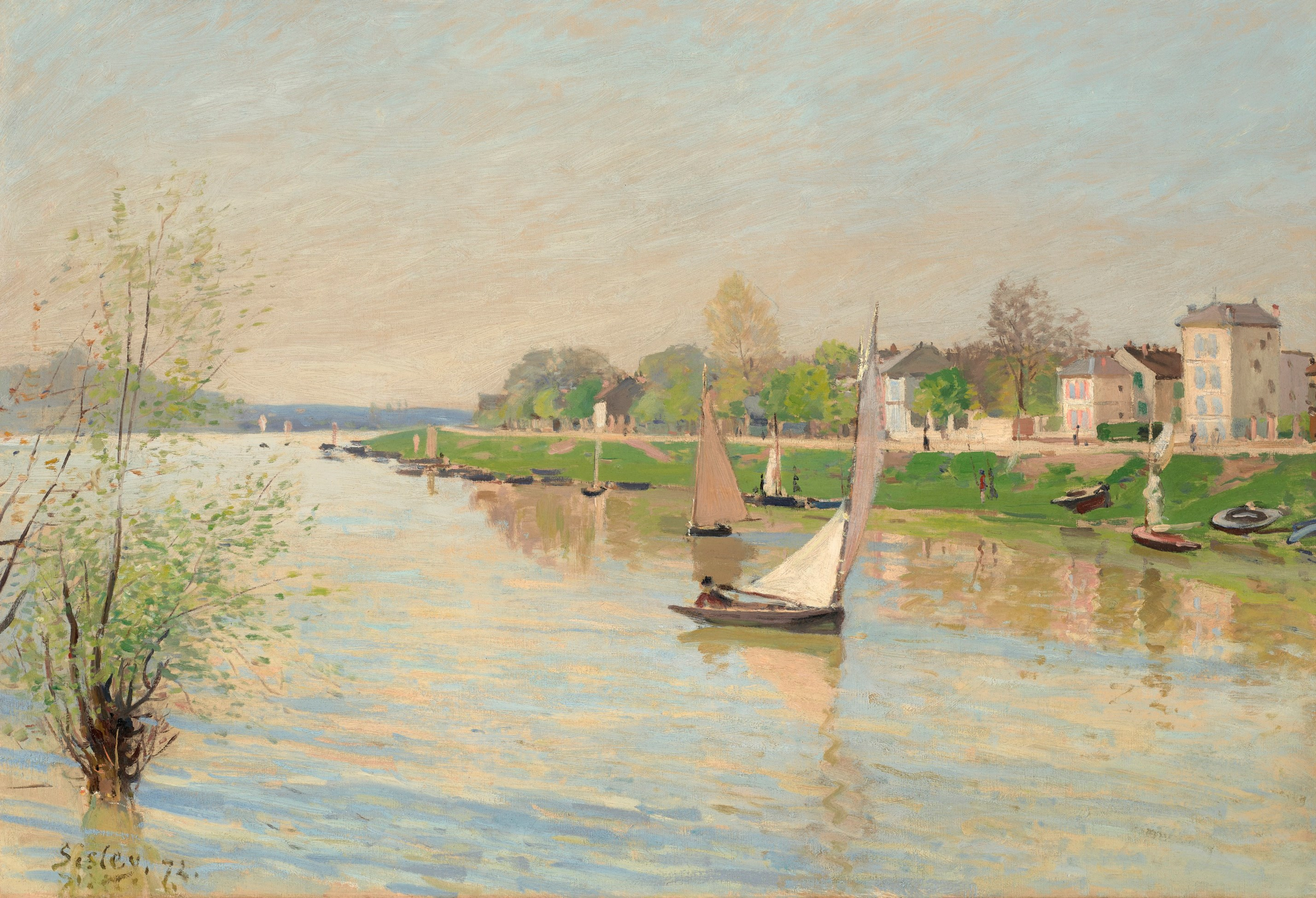
La Senna ad Argenteuil di Alfred Sisley

Durante i secoli XIX e XX, la Senna ha ispirato numerosi pittori, tra i quali i più noti sono:
- Maurice Boitel
- Richard Parkes Bonington
- Eugène Boudin
- Gustave Caillebotte
- Camille Corot
- Charles-François Daubigny
- Raoul Dufy
- Othon Friesz

- Edward Hopper
- Eugène Isabey
- Johan Barthold Jongkind
- Maximilien Luce
- Pierre-Albert Marquet
- Claude Monet
- Francesco Piranesi
- Pierre-Auguste Renoir

- Emilio Grau Sala
- Gaston Sébire
- Georges Seurat
- Paul Signac
- Alfred Sisley
- Constant Troyon
- William Turner
- Édouard Vuillard

## La Senna a Parigi

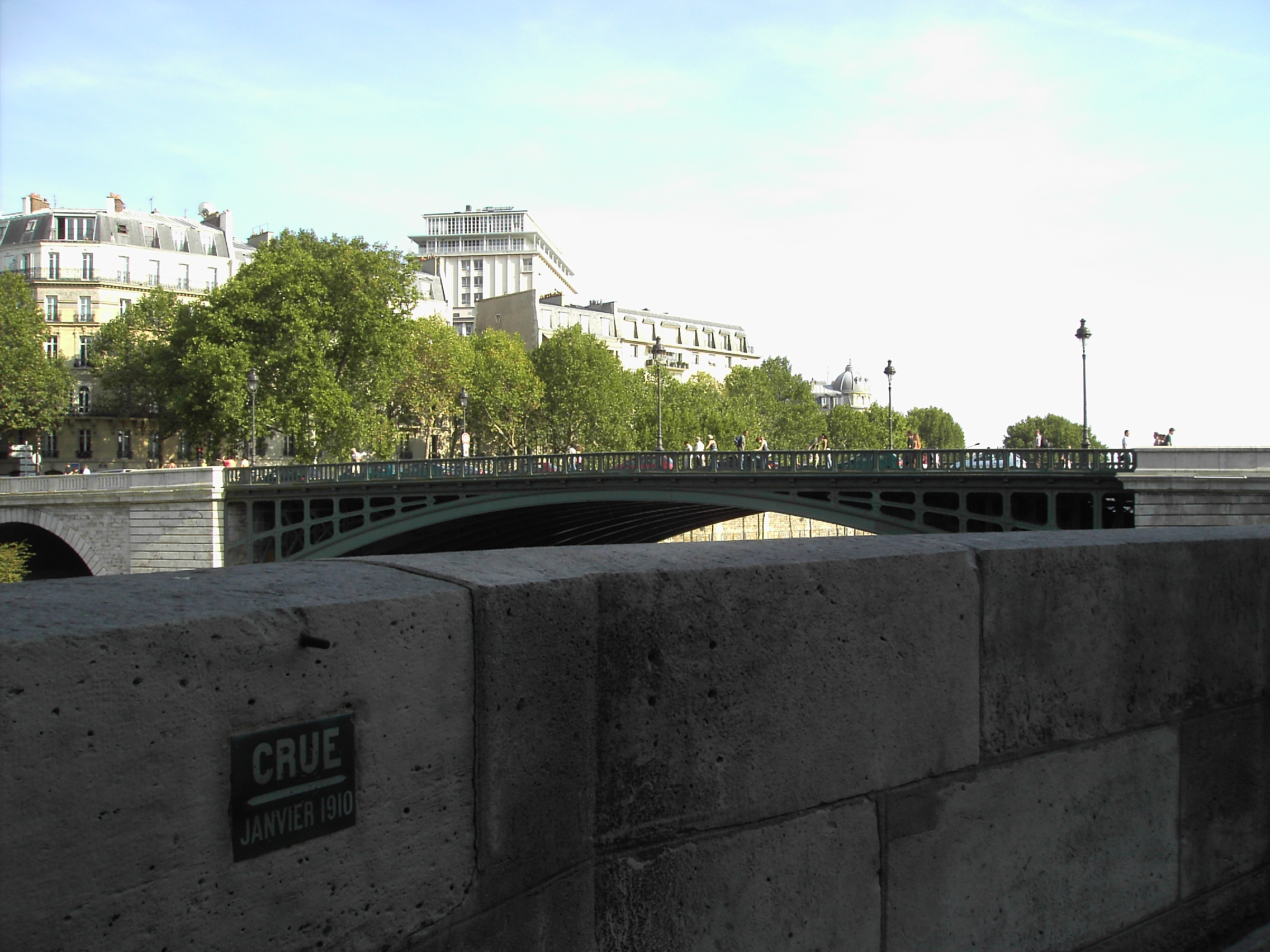
Placca commemorativa dell'alluvione del 1910 al Quai d'Anjou

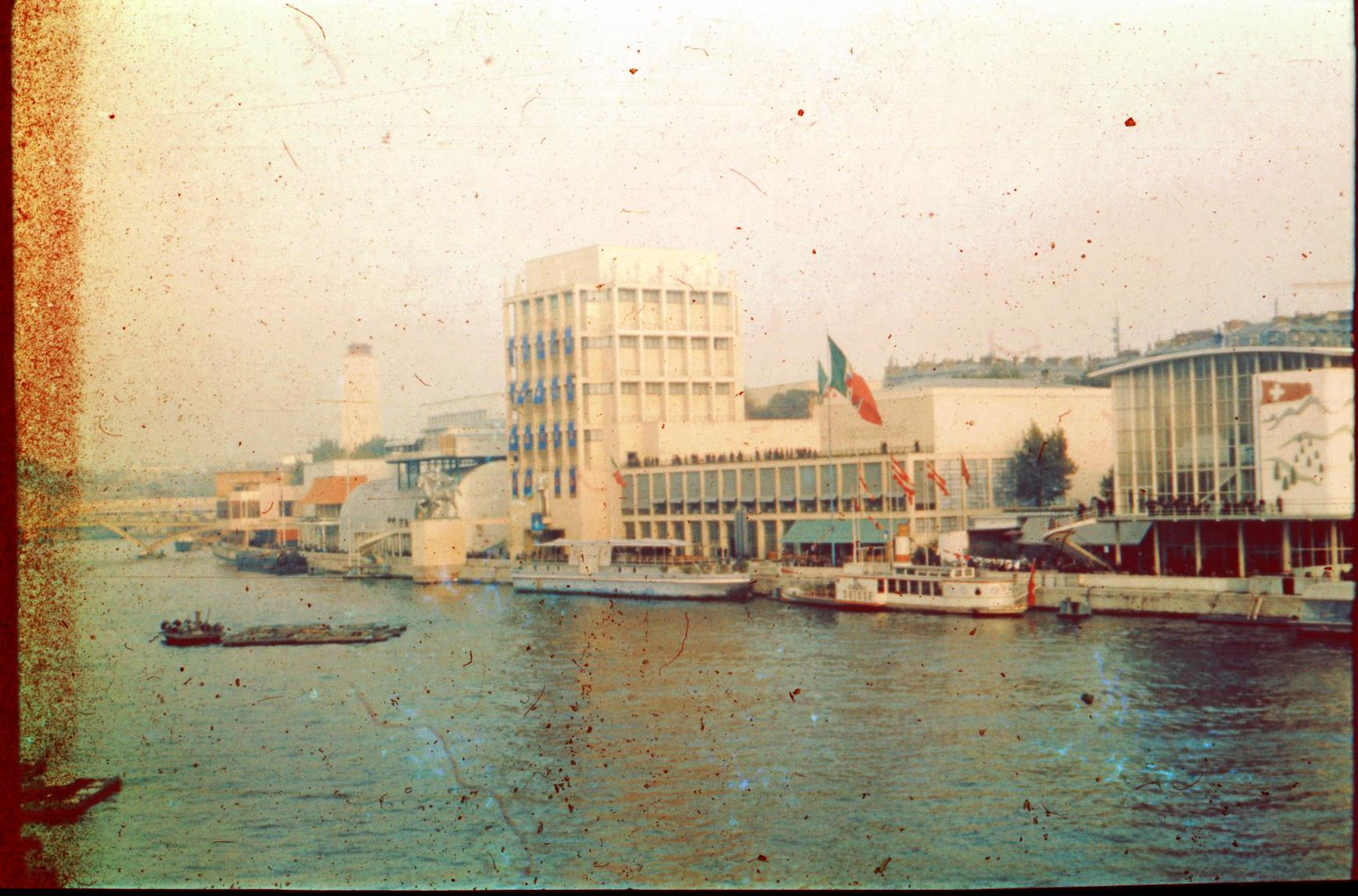
La Senna a Parigi nel 1937 durante l'Esposizione Universale.

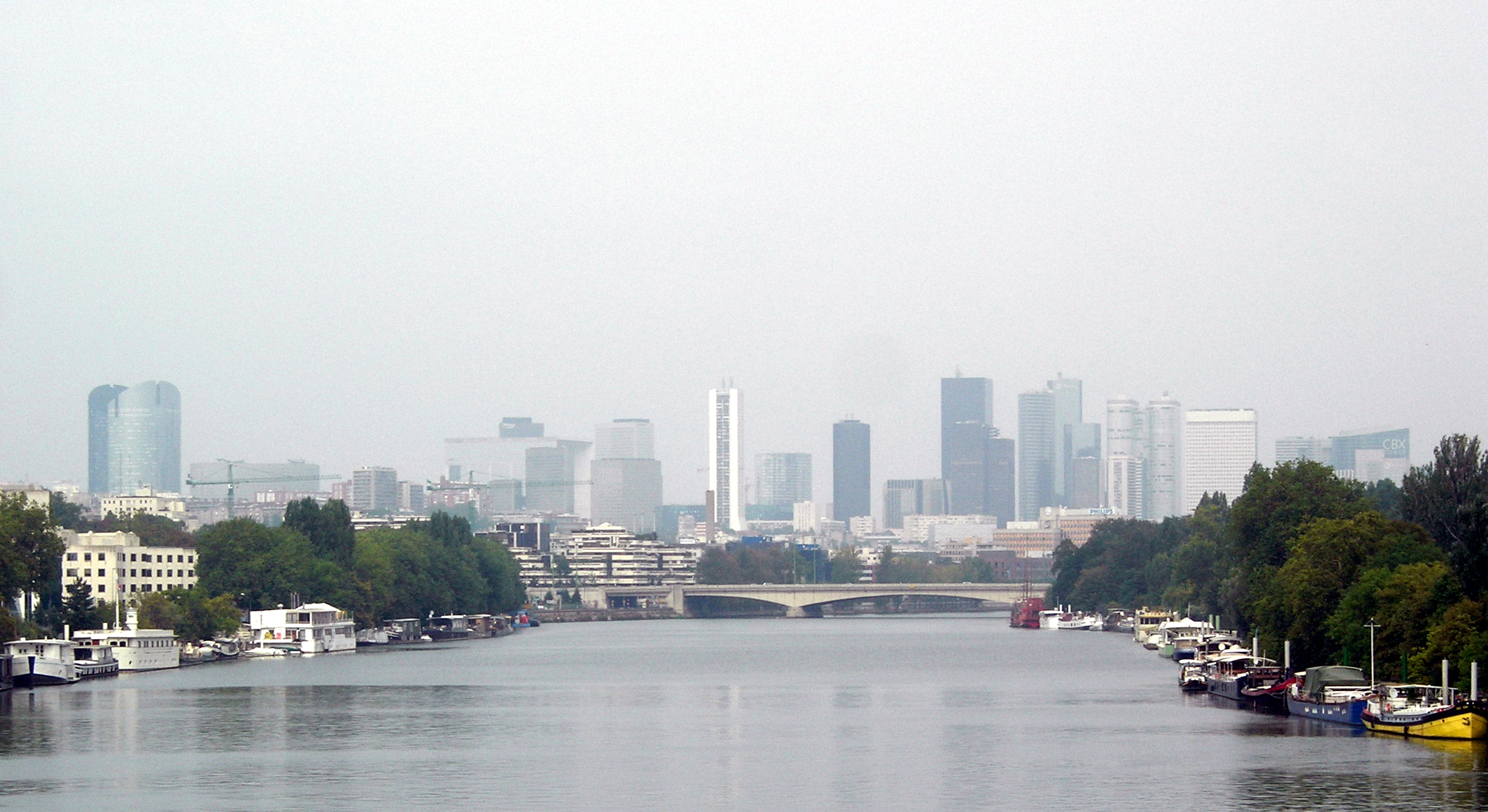
La Senna e il quartiere della Défense.

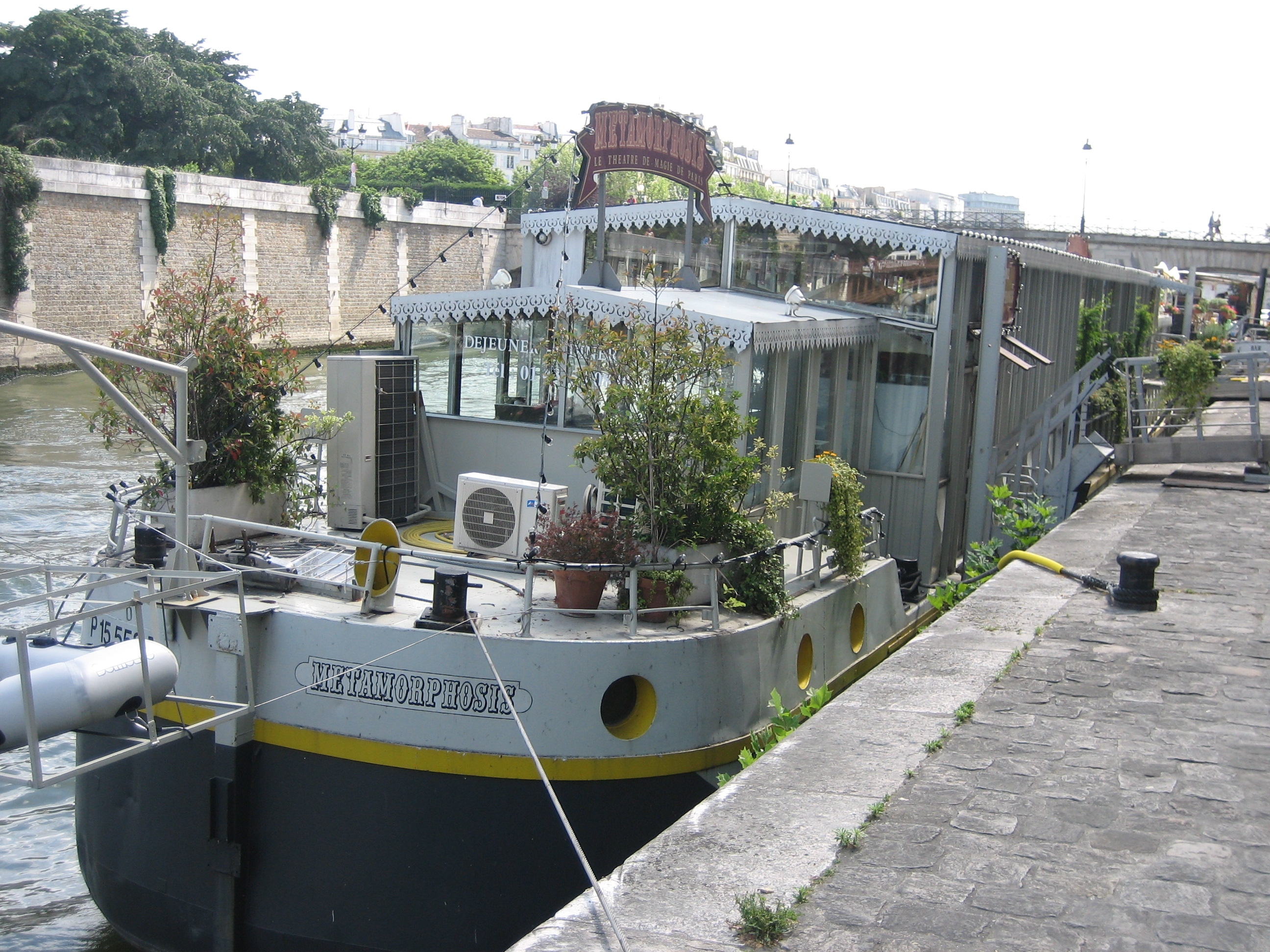
Barche sulla Senna a Parigi

La distinzione fondamentale tra i quartieri storici della città è nell'essere situati sulla più ampia riva destra (la rive droite) o sulla riva sinistra (la rive gauche), essendo dal lato della rive droite la Parigi degli affari, della finanza e delle istituzioni (il Louvre, la Borsa), mentre sulla rive gauche si sviluppa la Parigi intellettuale, colta, musicale, spettacolare (la Sorbonne, il Quartiere latino, Montparnasse).
In città, il corso del fiume è di circa 13 km, la sua profondità varia dai 3,5 ai 6 metri, e la larghezza va dai 30 ai 200 metri. Le due sponde sono unite da ben 38 ponti (il più antico dei quali, malgrado il nome, è il Pont Neuf) e 3 passerelle. Pare che ancora oggi la Senna fornisca ai parigini più del 50% dell'acqua potabile. È certo che l'acqua bevuta a Parigi fino al XIX secolo era solo quella della Senna, che alimentava le fontane della città.
Il fiume è sempre stato soggetto a grandi piene, pur essendo stato arginato, in città. Si ricordano ancora quelle del gennaio 1924, del 1955, del 1982 e del 1995. Ma l'alluvione formidabile, ancora oggi ricordata come "la grande crue", fu quella del 1910, durata dal 21 al 30 di gennaio, durante la quale la Senna raggiunse anche l'altezza di 9 metri e mezzo, e costrinse i parigini a muoversi in barca fino agli Champs Élysées.
Fino alla fine degli anni sessanta, nella Senna si poteva fare il bagno (come del resto sul Tevere a Roma). La crescita urbana, l'industrializzazione e il conseguente inquinamento l'hanno man mano reso impossibile. Jacques Chirac, da sindaco di Parigi, nel 1988 aveva proposto un'operazione di disinquinamento che permettesse di rendere nuovamente balneabile l'acqua del fiume entro il 1994. Dal 2002 la Mairie, tra luglio e agosto, approfittando della riduzione fisiologica del traffico, interrompe la circolazione sul lungosenna della rive droite per circa 3 km sotto l'Hôtel de Ville, e attrezza Paris-Plage, con sabbia, prati, palme ecc., in modo che i parigini possano almeno prendere bagni di sole. L'iniziativa è molto apprezzata. In occasione delle Olimpiadi di Parigi del 2024 è stato avviato un progetto di risanamento delle acque per consentire le gare olimpiche di nuoto in acque libere e di triathlon, con l'obiettivo di rendere balneabili alcuni punti del fiume in città per il 2025.
La Senna ha diverse isole. Nel centro della capitale riposano l'Île de la Cité, che della città fu la culla, e l'Île Saint Louis urbanizzata più tardi, ed ora piccolo quartiere elegantissimo. Nella sua prossimità Caterina de' Medici volle realizzare i giardini delle Tuileries. I "lungosenna", localmente chiamati quai ed immortalati in decine di opere pittoriche fotografiche e cinematografiche, nel 1991 sono stati dichiarati patrimonio dell'umanità dall'UNESCO.
Dal punto di vista turistico, una delle attrazioni più conosciute della Senna sono le gite in battello, che consentono una affascinante esplorazione della città e del fiume. Se invece si vuole viaggiare, sul fiume, si può cercare un passaggio sulle chiatte commerciali, alcune delle quali offrono ospitalità (spartana) a pagamento e consentono giri assai più lunghi lungo il fiume e i suoi canali.
Alla Senna il poeta Jacques Prévert dedicò la nota Canzone della Senna. Il fiume è stato anche fonte d'ispirazione per molti pittori, specialmente impressionisti.